# Filippo Scotti
Filippo Scotti (Gravedona, 22 dicembre 1999) è un attore italiano, vincitore del Premio Marcello Mastroianni come migliore attore emergente al Festival di Venezia e candidato al David di Donatello per il miglior attore protagonista nel 2022.

## Biografia

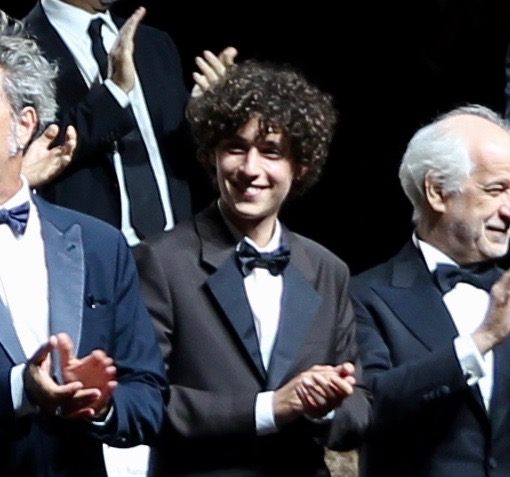
Filippo Scotti al Festival di Venezia 2021

Nato da genitori campani, dopo aver vissuto i primi anni di vita in provincia di Como dimorando a Dongo, all'età di nove anni si trasferisce con la famiglia a Napoli.
Nel 2010 inizia il suo percorso attoriale frequentando per un anno una scuola di teatro e approdando poi a vari laboratori di teatro amatoriale. Dopo il teatro, dove nel 2017 debutta come protagonista nello spettacolo Il Marchese di Collino diretto da Patrizia Di Martino inizia a recitare in diversi cortometraggi di registi come Gabriele Russo e Francesca Macrì. Nello stesso anno ottiene un piccolo ruolo all'interno della serie televisiva 1994 e poi due anni dopo nella serie prodotta da Netflix Luna nera e nel film Il re muore.
Il primo ruolo da protagonista arriva nel 2021 in È stata la mano di Dio, per la regia di Paolo Sorrentino, dove interpreta il ruolo di Fabietto Schisa, alter ego dello stesso Sorrentino da giovane. Per questa interpretazione ha vinto il Premio Marcello Mastroianni alla 78ª Mostra internazionale di Venezia. Nel 2022 la rivista Forbes Italia lo ha inserito tra gli under 30 italiani che avranno maggiore impatto nel futuro per la categoria intrattenimento.

## Filmografia

### Cinema
- Il re muore, regia di Laura Angiulli (2019)
- È stata la mano di Dio, regia di Paolo Sorrentino (2021)
- Io e Spotty, regia di Cosimo Gomez (2022)
- L'orto americano, regia di Pupi Avati (2024)
- Le città di pianura, regia di Francesco Sossai (2025)

### Televisione
- 1994 – miniserie TV (2019)
- Luna nera – serie TV (2020)
- Un'estate fa, regia di Davide Marengo e Marta Savina – miniserie TV (2023)

### Cortometraggi
- Aria, regia di Andrea Bocchetti (2014)
- In calce, regia di Sabrina Coppola (2016)
- MusicaMia, regia di Andrea Carotenuto (2016)
- La gita, regia di Salvatore Allocca (2018)
- Vuja De, regia di Viktor Ivanov (2022)
- Fishman, regia di Nicolas Spatarella e Raffaele Rossi (2021)

## Riconoscimenti
- David di Donatello
  - 2022 – Candidatura al migliore attore protagonista per È stata la mano di Dio
- Nastro d'argento
  - 2022 – Premio Guglielmo Biraghi per È stata la mano di Dio
  - 2025 – Candidatura al migliore attore protagonista per L'orto americano
- Festival di Venezia
  - 2021 – Premio Marcello Mastroianni per È stata la mano di Dio[15]
- Forbes Italia
  - 2022 – Inserimento tra gli under 30 italiani di maggiore impatto nel futuro nella categoria "Intrattenimento"[16]
- Premio NuovoImaie
  - 2019 – Candidatura al miglior attore esordiente per Il re muore[17]